# Marcellus Sommerville
Marcellus Sommerville, né le 21 février 1982 à Peoria dans l'Illinois, est un joueur américain de basket-ball. Il mesure 2 m et évolue au poste d'ailier fort.

## Biographie
À la fin de l'université, Marcellus tente sa chance lors de la Draft 2006 de la NBA. Malheureusement, il n'est pas retenu, mais il est sélectionné quelques mois plus tard lors de la draft 2006 de la Continental Basketball Association (CBA) (une ligue mineure américaine) au 15e choix par les Atlanta Krunk. Il décide toutefois de partir commencer sa carrière professionnelle en Europe.
Durant la fin de saison 2009-2010, malgré une arrivée en février 2010, il aide grandement le Cholet Basket à conquérir le Champion de France. À l'été 2010, il rejoint le Paris-Levallois Basket où il n'y reste qu'une seule saison. En août 2011, il s'engage pour un an avec Le Mans.
Le 30 juin 2012, il signe à Nancy. Durant l'été 2013, il est annoncé sur le départ.
Le 14 juillet 2013, il signe à Aliağa Petkim en Turquie. Le 2 février 2014, il quitte le club turc et signe à Würzburg en Allemagne.
Le 10 juillet 2015, il retourne en France et signe à l'Orléans Loiret Basket . Le 5 janvier 2019, le SLUC Nancy Basket annonce son retour dans l'effectif nancéien en tant que pigiste médical. Finalement, il signe un contrat qui le lie à Nancy jusqu'à la fin de la saison.

## Collège
- 2002-2003 :  Southwestern Illinois Collège (Belleville, Illinois-Junior Collège)

## Universitaire
- 2001-2002 :  Hawkeyes de l'Iowa (NCAA) -  n'a pas joué
- 2003-2004 :  Braves de Bradley (NCAA)

## Clubs
- 2006-2007:  Atomerőmű Paks (1er division)
- 2006-2007 :  Angers BC (Pro B)
- 2007 :  Élan chalonnais (Pro A)
- 2007-2008 :  STB Le Havre (Pro A)
- 2008 :  Chorale de Roanne (Pro A)
- 2009 :  Mons-Hainaut (Ethias League)
- 2009 :  Élan chalonnais (Pro A)
- 2010 :  Cholet Basket (Pro A)
- 2010-2011 :  Paris-Levallois Basket (Pro A)
- 2011-2012 :  Le Mans SB (Pro A)
- 2012-2013 :  SLUC Nancy (Pro A)
- 2013-2014 :  Aliağa GSK (TBL)
- 2014 :  Wurtzbourg Baskets (Bundesliga)
- 2014-2015 :  Regatas Corrientes
- 2015-2018 :  Orléans LB (Pro B)
- 2019 :  SLUC Nancy (Pro B)

## Palmarès
- Champion de France avec Cholet Basket en 2010

## Vie privée
Il a trois enfants,.